# Josep Puig i Cadafalch
Josep Puig i Cadafalch (uttal på katalanska: [ʒuˈzɛp ˈputʃ i kəðəˈfalk]), född 17 oktober 1867 i Mataró, död 23 december 1956 i Barcelona, var en katalansk arkitekt, konsthistoriker samt politiker. Han var en av de främsta inom den katalanska arkitekturen under jugendepoken, lokalt benämnd modernisme.  
Puig i Cadafalch studerade arkitektur vid universiteten i Barcelona och Madrid, varefter han flyttade hem till sin födelsestad Mataró där han fick sina första arkitekturuppdrag. Efter några år fick han jobb vid Bacelonas arkitekturskola som docent inom hydraulik och hållfasthetslära. Puig i Cadafalch var influerad av den nordeuropeiska medeltidsarkitekturen.  
Hans Casa Martí, mer känt som Els Quatre Gats, kom att bli en central samlingsplats för modernisme-rörelsen. Hans fyra katalanska kolonner vid kanten av Montjuïc raserades på order av Primo de Rivera, och senare gav Franco honom yrkesförbud som arkitekt. 2010 restes dock reproduktioner av kolonnerna.

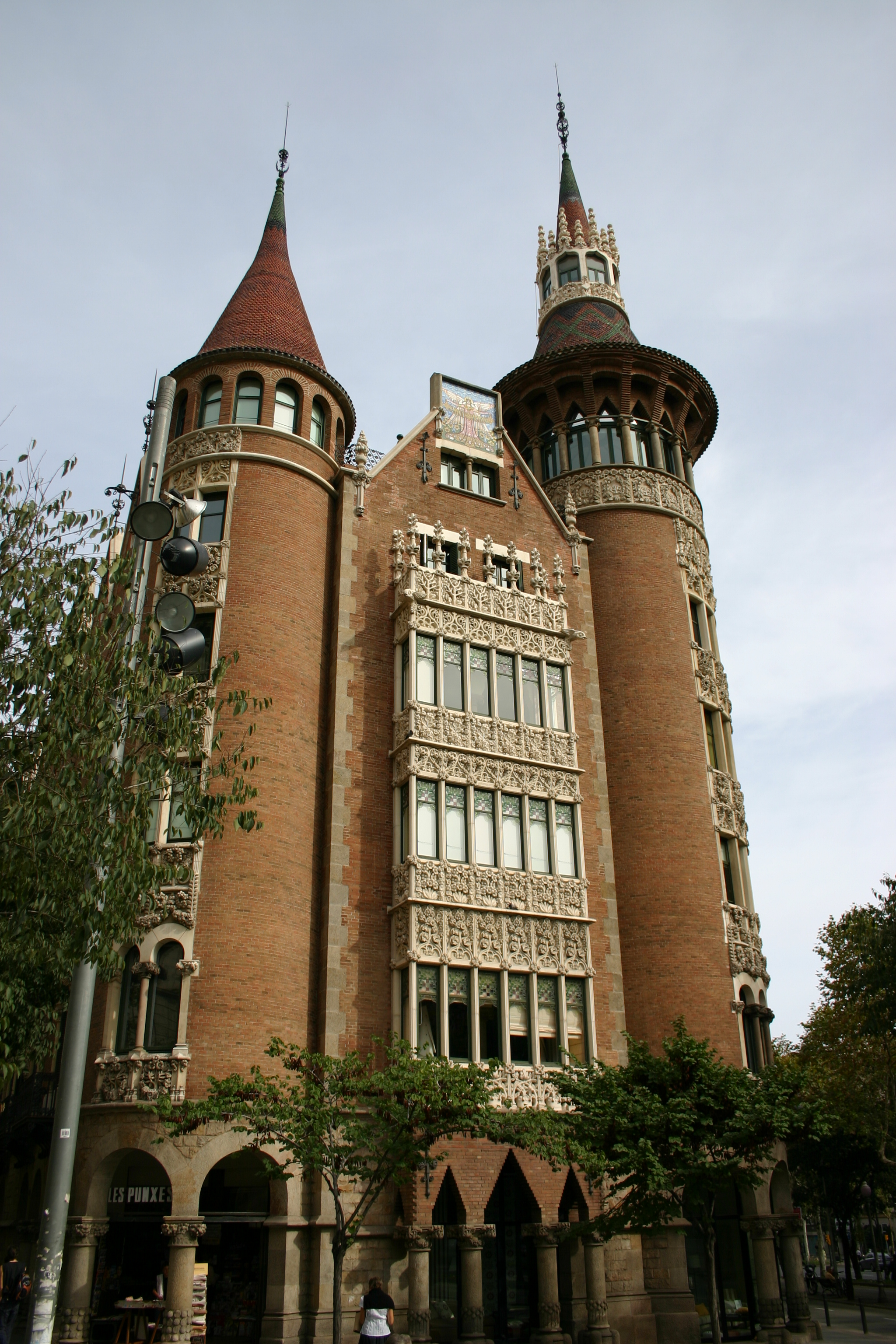
Casa Terrades (1903-1905), byggt åt de tre systrarna Terrades, är den största privatbostadsbygget från modernisme-perioden.

## Arkitekturuppdrag
- Casa Macaya (Barcelona)
- Casa Amatller (Barcelona; Pg. de Gràcia, 41)
- Casa Company (Barcelona)
- Casa Serra (Barcelona)
- Casa Martí (Barcelona)
- Casa Muley-Afid (Barcelona)
- Casa Muntades (Barcelona)
- Casa de les Punxes/Casa Terrades (Barcelona;Av. Diagonal, 416-420) (1903 - 1905)
- Casa Sastre Marquès (Barcelona)
- Fàbrica Casaramona (Barcelona)
- Palau Baró de Quadras (Barcelona; Av. Diagonal, 373 i Rosselló, 279)  (1904 - 1906)
- Torre Pastor de Cruïlles (Barcelona)
- Casa Garí (Argentona)
- Casa Puig i Cadafalch (Argentona)
- Casa Furriols (La Garriga)
- Ajuntament (Mataró)
- Casa Coll i Regàs (Mataró)
- Casa Parera (Mataró)
- Casa Sisternes (Mataró)
- El Rengle (Mataró)
- La Beneficiència (Mataró)
- Caves Codorniu (Sant Sadurní d'Anoia)
- La telegrafia (El Prat de Llobregat)
- Quatre Columnes (1919, Barcelona[14])